# Holopogon (Orchidaceae)
Holopogon là một chi thực vật thuộc họ Orchidaceae. Chi này có các loài sau (tuy nhiên danh sách này có thể chưa đủ):
- Holopogon gaudissartii, (Hand.-Mazz.) S.C.Chen
- Holopogon smithianus, (Schltr.) S.C.Chen

## Hình ảnh

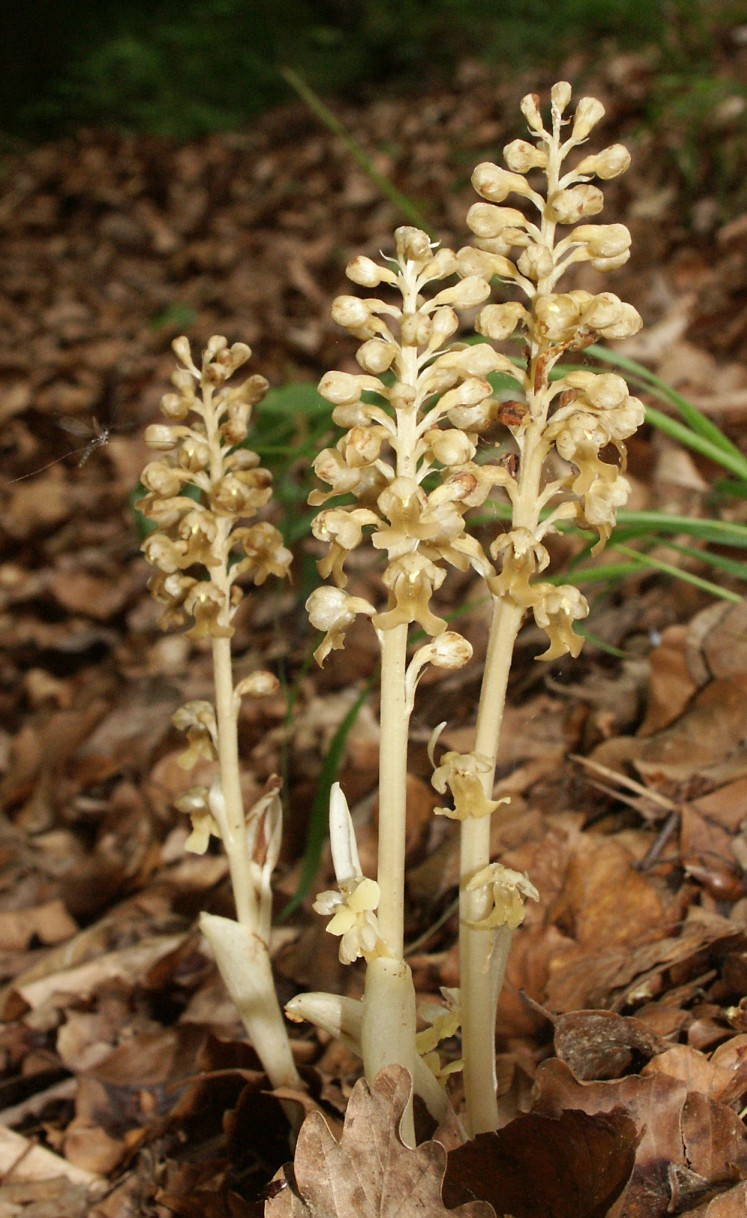